# يو إف سي ليلة القتال: مورايس ضد ساندهاغن
يو إف سي ليلة القتال: مورايس ضد ساندهاغن (بالإنجليزية: UFC Fight Night: Moraes vs. Sandhagen)‏ هو حدث لفنون القتال المختلطة نظمته يو إف سي، أُقيم في 11 أكتوبر 2020، على دو فورم في أبو ظبي، الإمارات العربية المتحدة.